# Чавдар, Елизавета Ивановна
Елизаве́та Ива́новна Чавда́р (укр. Єлизавета Іванівна Чавдар; 23 февраля 1925, Одесса ― 27 декабря 1989, Киев) ― украинская, советская оперная певица (колоратурное сопрано), педагог. Народная артистка СССР (1952).

## Биография
Родилась 23 февраля 1925 года в Одессе (Украина), в рабочей семье.
По окончании школы в 1943 году год училась в Одесском университете на факультете филологии.
Окончила Одесское музыкальное училище (ныне Одесское училище искусств и культуры им. К. Ф. Данькевича), в 1948 — Одесскую консерваторию им. А. Неждановой (ныне Одесская национальная музыкальная академия имени А. В. Неждановой) по классу пения у О. Н. Аслановой. Во время учёбы участвовала в спектаклях Оперной студии консерватории, где исполнила свою первую сценическую партию пажа Керубино в опере «Свадьба Фигаро» Моцарта.
С 1948 по 1973 год — солистка Киевского театра оперы и балета им. Т. Шевченко.
В репертуаре ― основные сопрановые партии русской и зарубежной классической оперы, а также ряд ролей в операх украинских композиторов, многие из которых были ей исполнены впервые. На сцене театра создала 20 ведущих партий. Первой из украинских певиц исполнила Концерт для голоса с оркестром Р. М. Глиэра.
Выступала и как камерная певица, в её концертном репертуаре произведения советских композиторов, русская, украинская и западно-европейская классика, старинная музыка, народные песни, романсы украинских авторов (В. Косенко, А. Кос-Анатольского, М. Кропивницкого, Ю. Мейтуса, Н. Лысенко, Ф. Надененко, В. Стеценко, Я. Цегляра), русских (А. Алябьева, В. Власова, Е. Брусиловского, Р. Глиэра, А. Даргомыжского, Ц. Кюи, Н. Римского-Корсакова, П. Чайковского, Н. Черепнина), зарубежных (Ж. Бизе, Ж.-Б. Векерлена, Ф. Тости, Ш. Лекока, Дж. Россини, Ф. Шопена).
Гастролировала по городам СССР и за рубежом (Бирма, Венгрия, ГДР, Греция, Дания, Индия, Канада, Норвегия, Румыния, Финляндия, Швеция, Австрия, Чехословакия, КНР, Афганистан, Польша, Югославия и др.).
С 1968 по 1988 год преподавала в Киевской консерватории им. П. И. Чайковского (ныне Национальная музыкальная академия Украины имени П. И. Чайковского) (с 1970 по 1985 — заведующая кафедрой сольного пения, с 1979 — профессор). Среди её учеников — Л. Колос, Р. Кузнецова, А. Соловьяненко, В. Лукьянец.
Была постоянным членом жюри Международного конкурса им. П. И. Чайковского, Всесоюзного конкурса вокалистов им. М. И. Глинки, республиканского конкурса им. М. В. Лысенко.
Записала на грампластинки украинскую народную песню «Гандзя», романсы М. Кропивницкого—С. Заремби («Соловейко»), Н. В. Лысенко («Садок вишневий коло хати»), В. Стеценко («Вечірня пісня»), А. Кос-Анатольского («Соловей і троянда»), а также арии из опер украинских, русских и зарубежных композиторов.
Член КПСС с 1953 года.
Умерла 27 декабря 1989 года в Киеве. Похоронена на Байковом кладбище.

## Звания и награды
- 2-я премия конкурса вокалистов Международного фестиваля молодёжи и студентов в Будапеште (1949)
- 1-я премия конкурса вокалистов Международного фестиваля молодёжи и студентов в Берлине (1951)
- Народная артистка Украинской ССР (1951)
- Народная артистка СССР (1952)
- Орден Ленина (1951)
- Орден Октябрьской Революции
- Орден Трудового Красного Знамени (1960)
- Медали

## Оперные партии
- Ярина — «Арсенал» Г. И. Майбороды
- Оксана — «Тарас Шевченко» Г. И. Майбороды
- Йолан — «Милана» Г. И. Майбороды
- Стася — «Первая весна» Г. Л. Жуковского
- Антонида — «Иван Сусанин» М. И. Глинки
- Марфа — «Царская невеста» Н. А. Римского-Корсакова
- Людмила — «Руслан и Людмила» М. И. Глинки
- Розина — «Севильский цирюльник» Дж. Россини
- Виолетта — «Травиата» Дж. Верди
- Джильда — «Риголетто» Дж. Верди
- Мюзетта — «Богема» Дж. Пуччини
- Лакме — «Лакме» Л. Делиба
- Марыльца — «Тарас Бульба» Н. В. Лысенко
- Венера — «Энеида» Н. В. Лысенко
- царевна Лебедь — «Сказка о царе Салтане» Н. А. Римского-Корсакова
- Лючия — «Лючия ди Ламмермур» Г. Доницетти
- Шевцова — «Молодая гвардия» Ю. С. Мейтуса

## Фильмография

### Роли в кино
- 1952 — Концерт мастеров украинского искусства (фильм-концерт) — исполнение песен «Зелен хмель» и «Соловейко»
- 1953 — Запорожец за Дунаем (фильм-опера) — Оксана

### Вокал в кино
- 1963 — Наймичка (фильм-опера) — Катря
- 1967 — Театр и поклонники (фильм-концерт)

## Память
- В честь Е. Чавдар в 2009 году в Киеве (в Дарницком районе возле станции метро «Осокорки»)) названа улица[4]
- В Киевской консерватории установлена мемориальная доска.